# John Ulam
John Bernard Ulam (* 18. April 1924 in Mount Lebanon, Allegheny County, Pennsylvania; † 1. Februar 1989 in Pittsburgh, Pennsylvania) war ein US-amerikanischer Metallurg und Unternehmer.

## Leben
Seine Eltern waren Frederick Anthony Ulam (1886–1946) und Eleanor Frances Barrett (1887–1975). 
Er stammte aus Peters, Washington County. Von 1943 bis 1945 diente er bei United States Army Air Corps. 1948 erwarb er an der University of Pittsburgh seinen Abschluss als Ingenieur für Metallurgie. 
1958 gründete er Composite Metal Products Inc., die Sandwich-Metalle produzierte. Anfang der 1960er Jahre entwickelte er in Canonsburg ein patentiertes roll-bonding Verfahren zur Herstellung von soliden Metallverbindungen. Im Jahr 1968 wurde die Composite Metal Products Inc. von der Chas. Pfizer & Co., Inc. übernommen. 
1971 gründete er in Canonsburg die Clad Metals Inc., die erste Firma weltweit, die hochwertiges Mehrschicht-Kochgeschirr produzierte. Im November 1988 ging er als Präsident in den Ruhestand und verkaufte das Unternehmen an die Annealing Box Co. Er meldete 25 Patente an.
John B. Ulam ist am 1. Februar 1989 im Shadysite Hospital in Pittsburgh im Alter von 64 Jahren verstorben. Mit der Ehefrau Patricia Durkin hatte er drei Söhne.